# Monastère de Florichtchi
Le monastère de Florichtchi, ou plus précisément ermitage de la Sainte-Dormition de Florichtchi (russe : Свято-Успенская Флорищева пустынь) est un monastère orthodoxe d'hommes situé en Russie au village de Florichtchi, dépendant du raïon de Volodarsk dans l'oblast de Nijni Novgorod.

## Historique
Le monastère a été fondé au milieu du XVIIe siècle par le moine Méthode, mais le premier édifice est construit par son confrère Hilarion, devenu ensuite métropolite de Souzdal et de Iouriev. La collégiale conventuelle (ou catholicon), dédiée à la Dormition de la Mère de Dieu (ou Assomption, chez les chrétiens d'occident), est construite en 1681 et consacrée le 30 septembre de cette année par le métropolite de Smolensk, Siméon, en présence du tzar Fiodor Alexeïevitch. Parmi les icônes révérées qui s'y trouvaient, jusqu'à la fermeture au culte de l'église en 1923, on remarquait une icône de la Vierge de Vladimir, peinte par le fameux Ivan Tchirine en 1464. Il y avait aussi une icône de la Dormition, copie de celle de la laure de Kiev, une Vierge Hodêgêtria, une Vierge aux trois mains, don du patriarche Nikon, etc. et d'autres peintes par Simon Ouchakov au XVIIe siècle. Elles étaient richement ornées grâce aux dons du tzar et de ses boyards.
La bibliothèque du monastère conservait d'antiques manuscrits, des incunables et des actes et documents des XVIIe et XVIIIe siècles. La procession autour du monastère se tenait chaque année les 29 juin et 15 août du calendrier julien. Le monastère comprenait une infirmerie pour les frères, ainsi qu'un hospice pour les malades. Du monastère de Florichtchi dépendait le monastère de la ville de Gorokhovets, fondé en 1670.
Le monastère de Florichtchi a accueilli au XVIIIe siècle, l'ancien gouverneur de Pierre le Grand, le prince Boris Alexeïevitch Galitzine, qui y a terminé sa vie après avoir prononcé ses vœux, sous le nom de Bogolep.
Le monastère est fermé par les autorités communistes en 1923 et tombe en partie en ruines petit à petit. Un régiment s'y installe jusqu'en 1990.

## Vie d'aujourd'hui

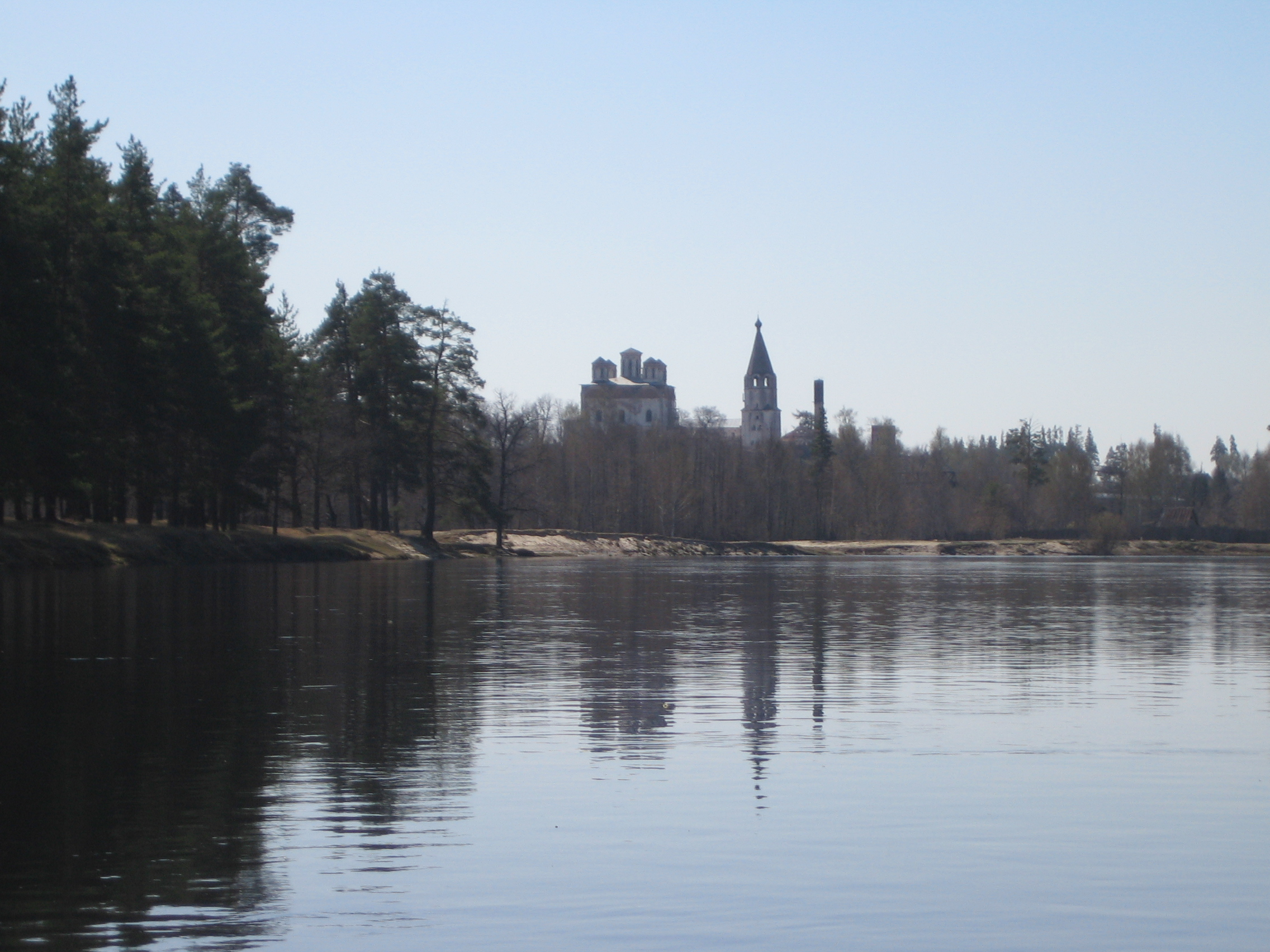
Aperçu du monastère au bord de la rivière Loukh.

En 2005, la paroisse orthodoxe de Florichtchi est reconstituée.
Le 23 août 2006, la première liturgie en l'honneur de la Très Sainte Trinité se déroule à l'église.
Le 31 mai 2007, l'archevêque de Nijni Novgorod et Arzamas, Georges, consacre l'église à la Sainte Trinité. Aujourd'hui la chapelle Saints-Pierre-et-Paul est restaurée, ainsi que l'église d'hiver et le grand réfectoire; le clocher de 49 mètres de hauteur fait de nouveau entendre ses cloches; l'aile des cellules et celle du cellier ont été refaites. L'église conventuelle dédiée à la Dormition avec ses cinq coupoles est en cours de restauration.

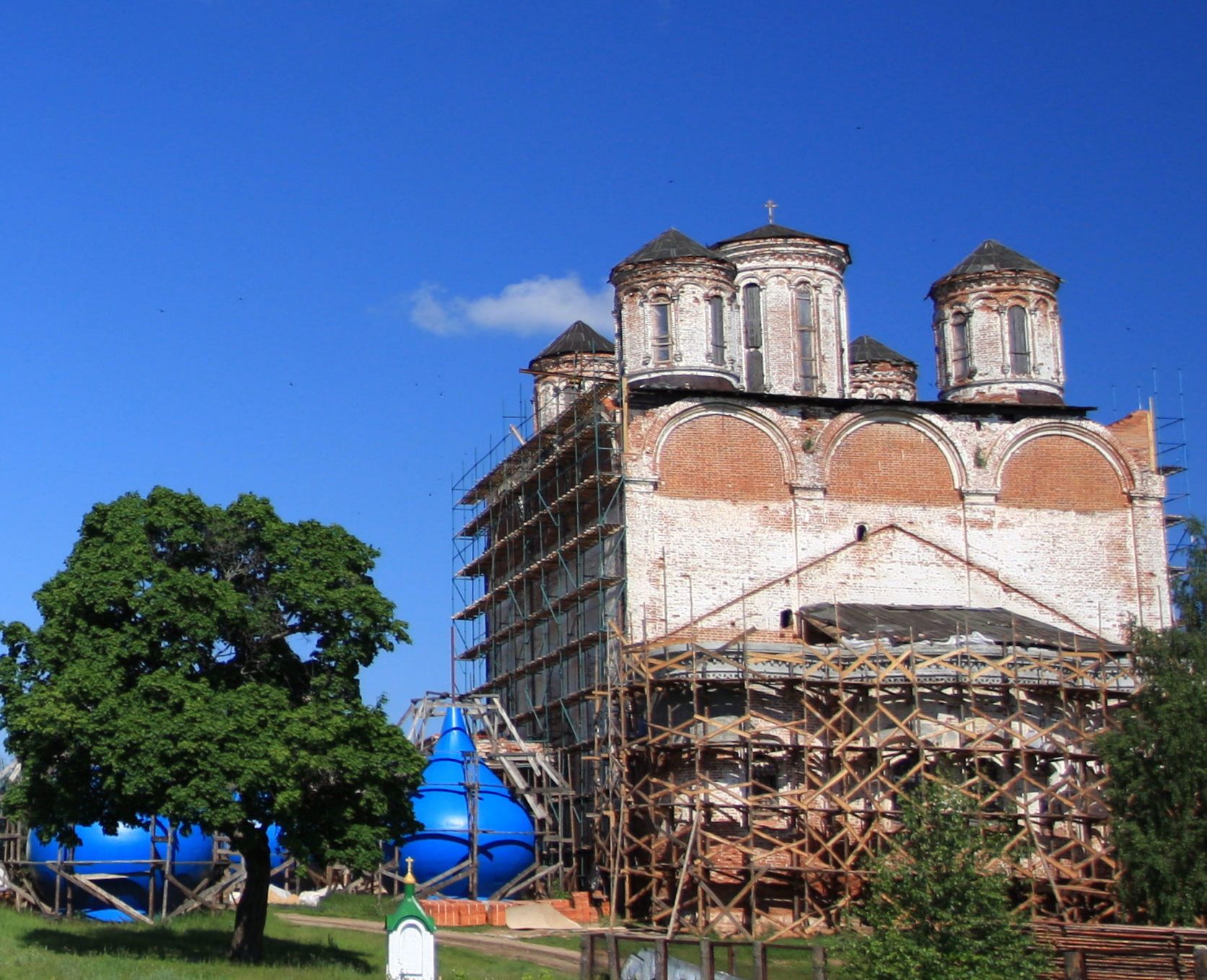
Restauration de l'église de la Dormition.

Les fondations de l'église principale sont vérifiées et consolidées à l'été 2008, ainsi que diverses structures. En août 2009, l'autel principal est refait et les fresques intérieures de l'église de la Dormition, en septembre suivant, suivant l'inspiration des maîtres byzantins du XIIe siècle.
Le 14 décembre 2012, l'église Saints-Pierre-et-Paul-et-Saint-Éphrem est consacrée .
Le monastère fait partie de l'éparchie de Vyksa depuis 2012.

## Source
- (ru) Cet article est partiellement ou en totalité issu de l’article de Wikipédia en russe intitulé « Флорищева пустынь » (voir la liste des auteurs).